# Johann von Herbeck

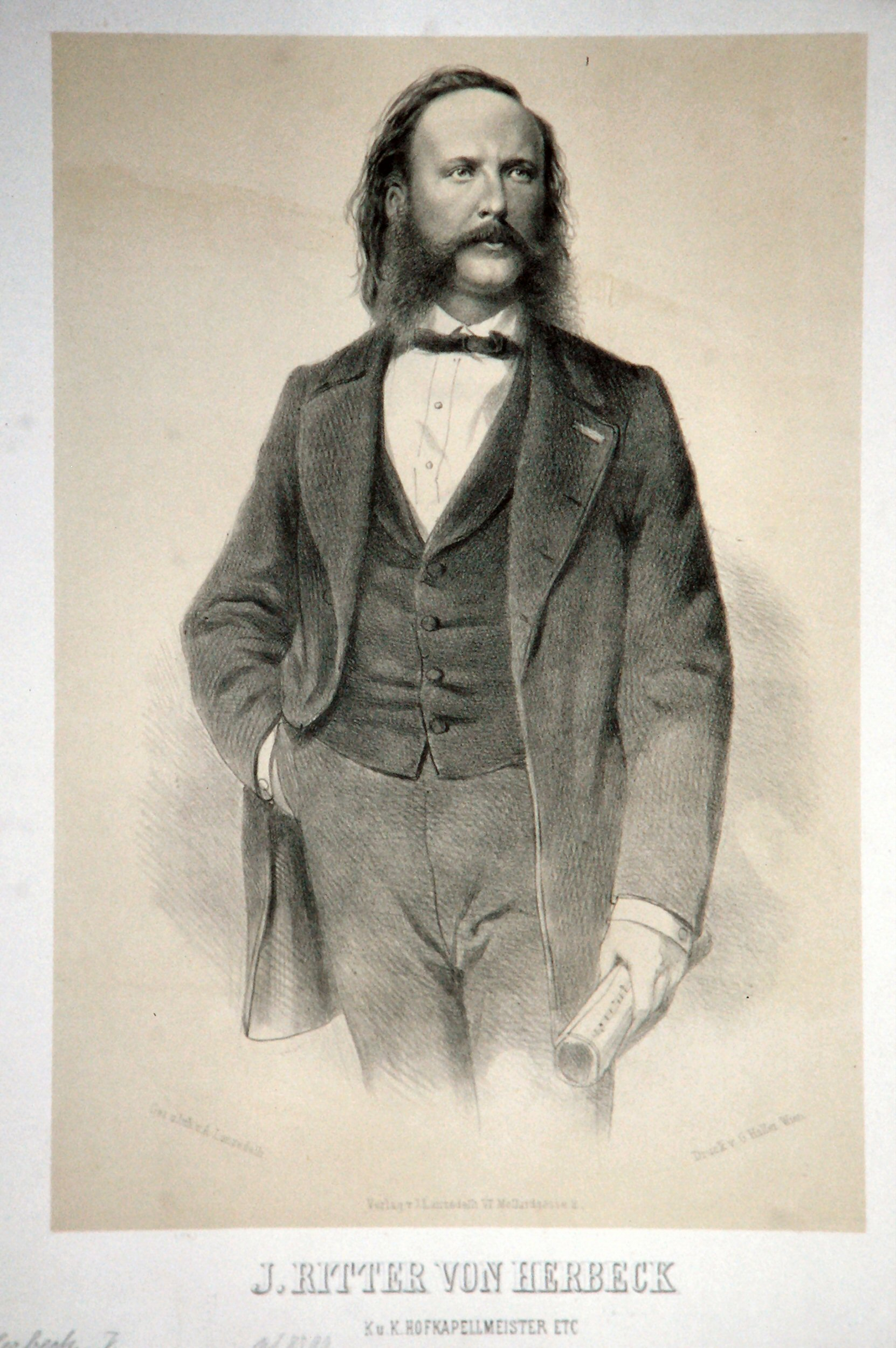
Johann Ritter von Herbeck, Lithographie von Karl Lanzedelli

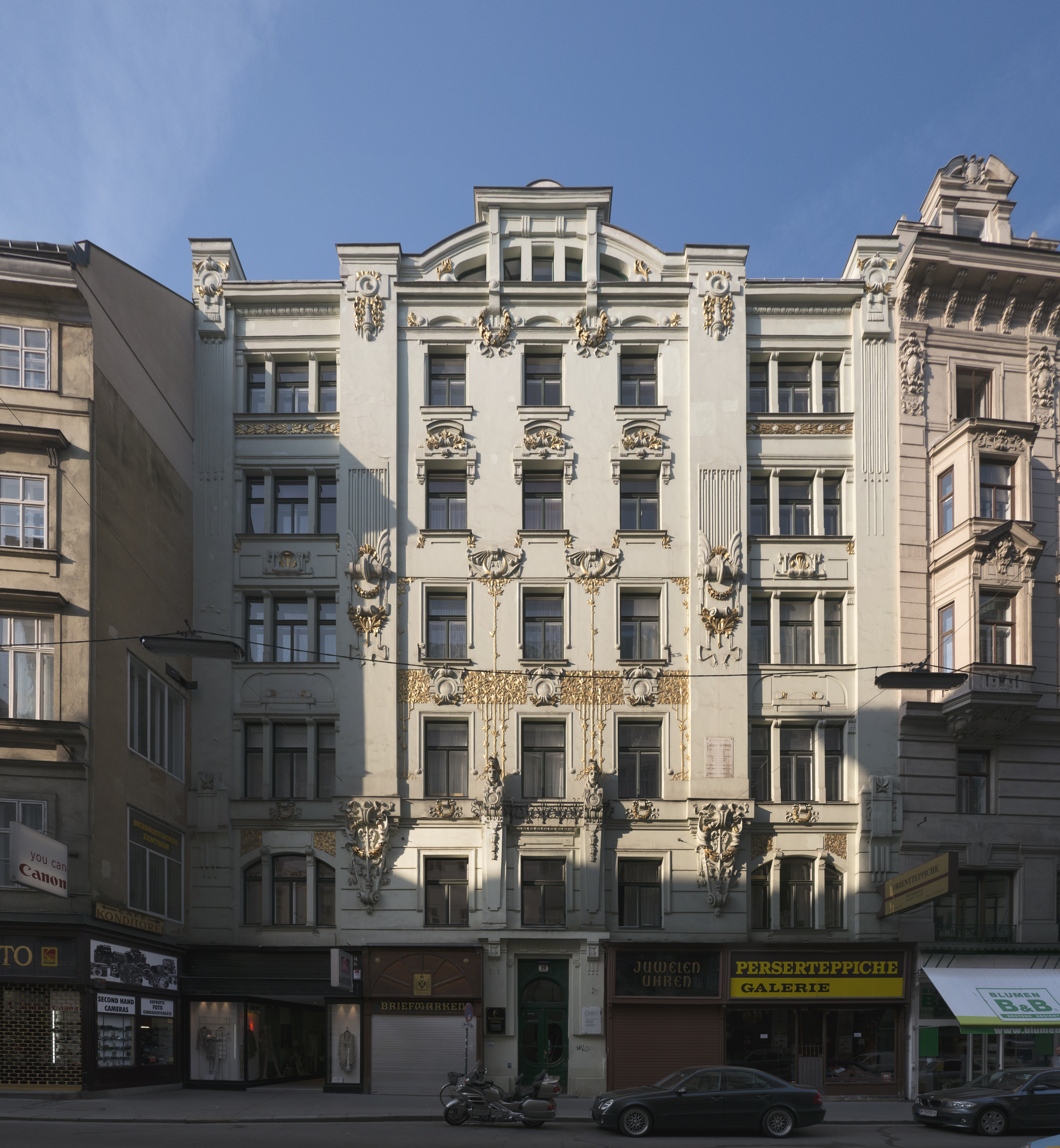
Herbeck-Gedenktafel am Standort seines Geburtshauses Fleischmarkt 14

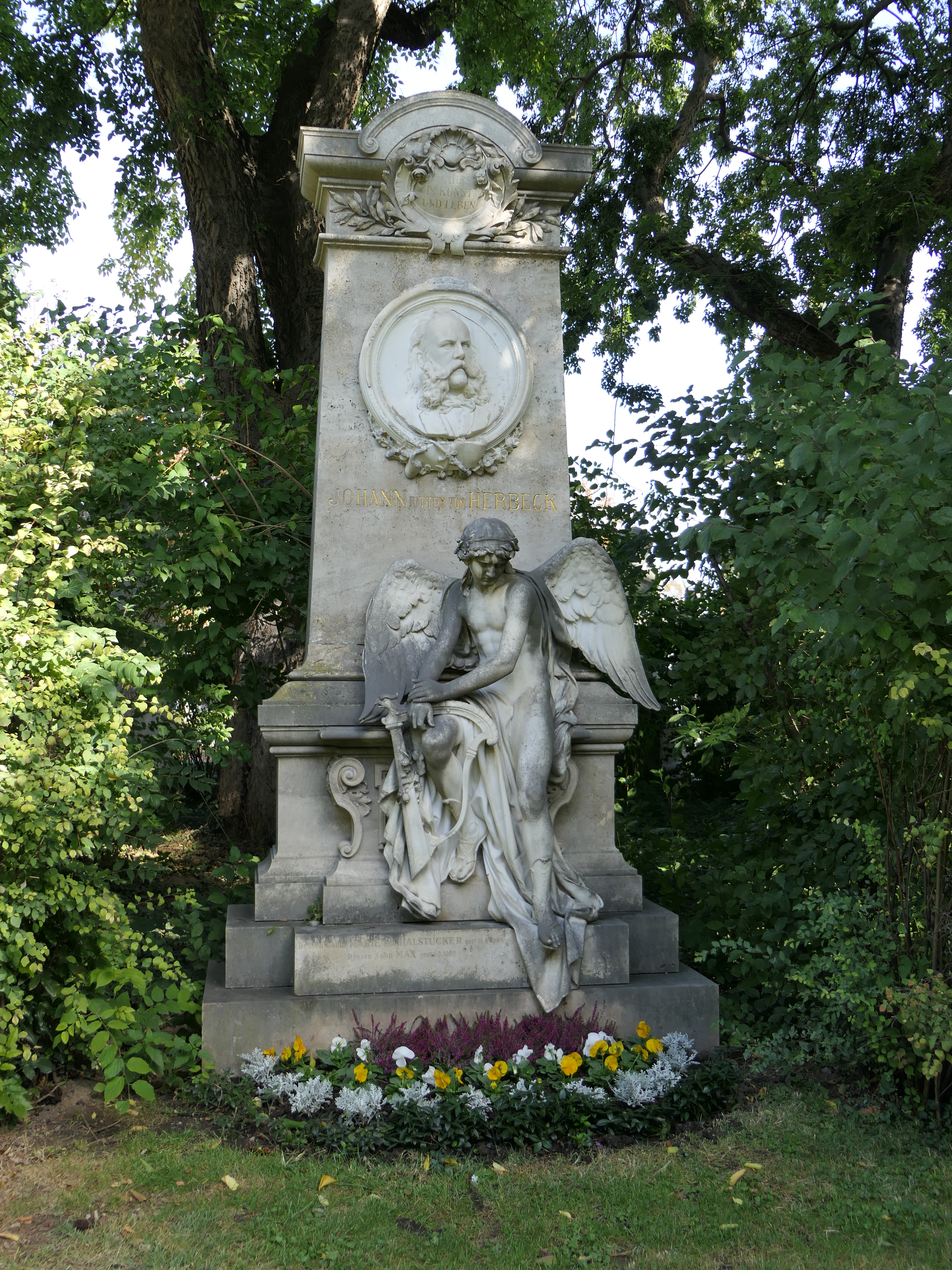
Grab von Johann von Herbeck

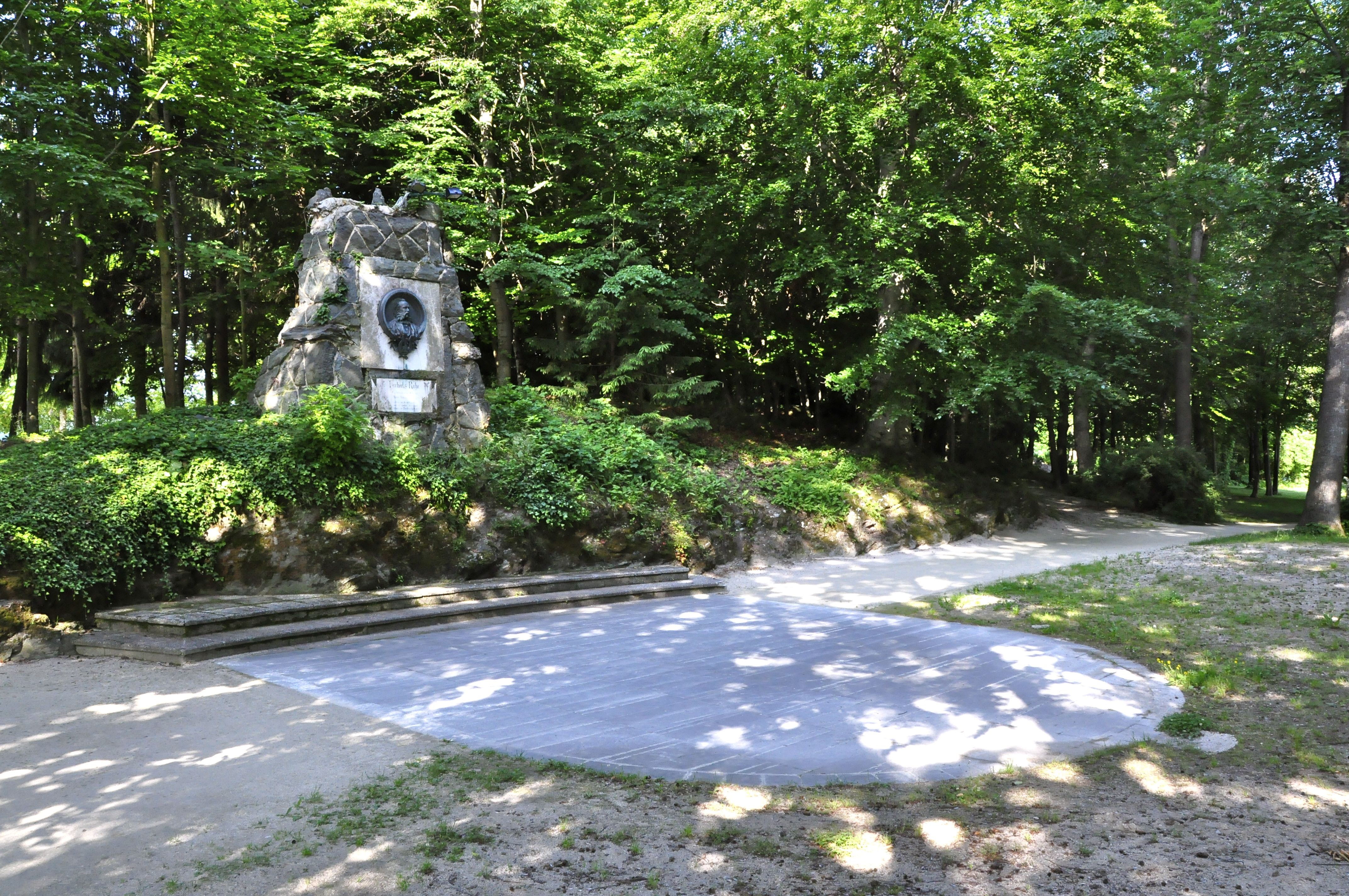
Herbecks-Ruhe in Pörtschach am Wörther See

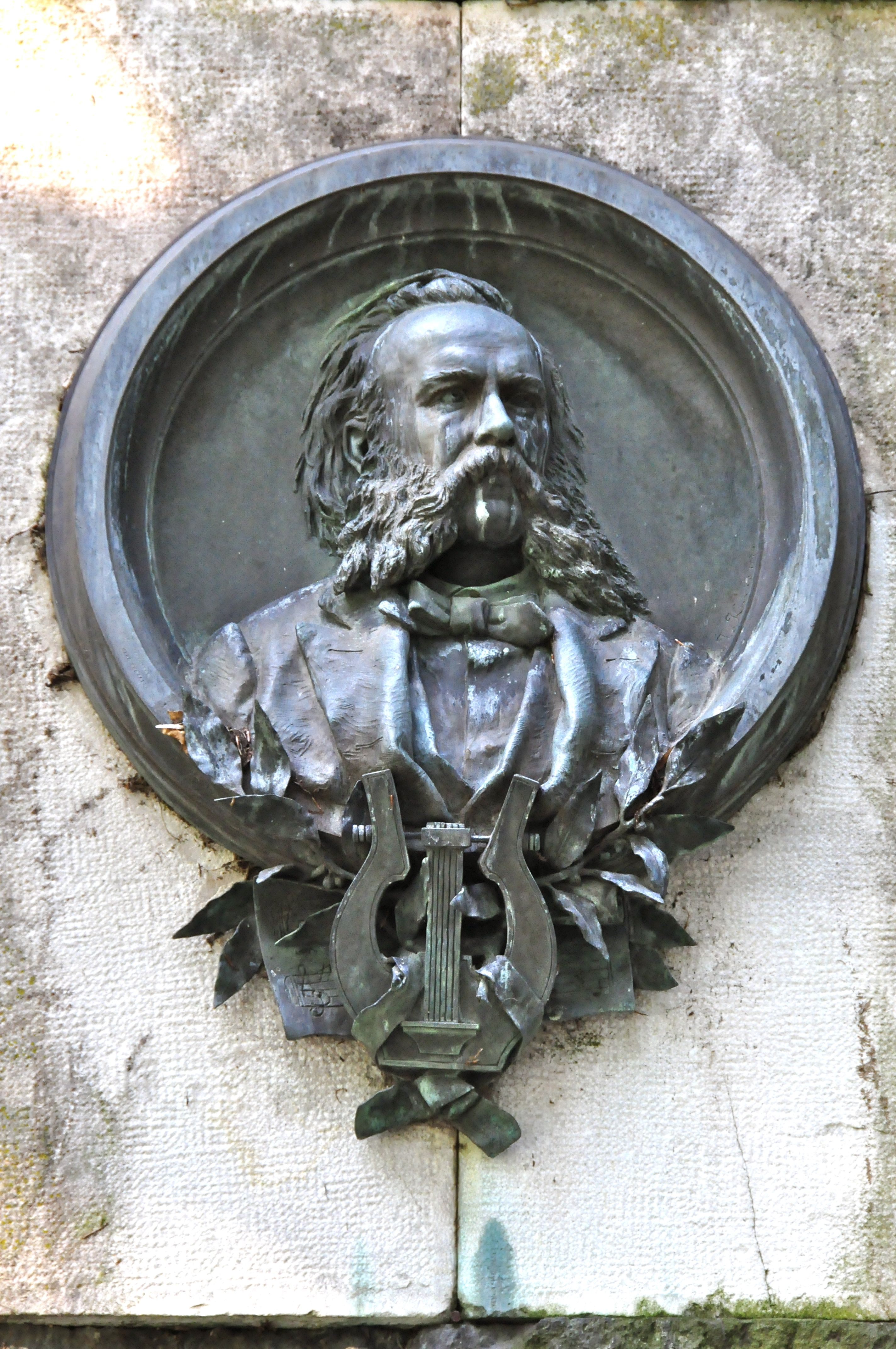
Bronzemedaillon von Josef Valentin Kassin in Herbecks-Ruhe (Pörtschach)

Johann Franz Ritter von Herbeck (* 25. Dezember 1831 in Wien; † 28. Oktober 1877 ebenda) war ein österreichischer Dirigent und Komponist.

## Leben
Seine musikalische Ausbildung erfolgte bei den Sängerknaben des Stiftes Heiligenkreuz, die Matura legte er im Gymnasium des Stiftes Neukloster in Wiener Neustadt ab. Nach Beginn seiner Studien, zunächst ab 1847 Philosophie, dann ab 1850 an der juridischen Fakultät der Universität Wien, war Herbeck 1852 und 1853 zunächst künstlerischer Leiter der Aufführungen des Josefstädter Kirchenmusikvereins und begründete 1858 im Auftrag der Gesellschaft der Musikfreunde in Wien den Wiener Singverein. Im Jahre 1863 wurde er Mitglied der Hofmusikkapelle und war ab dem Jahre 1866 Hofkapellmeister. In den Jahren 1869 bis 1875 war der Musiker Kapellmeister der Wiener Hofoper beziehungsweise von 1870 bis 1875 ihr Direktor. 
Herbeck entdeckte „Die Unvollendete“ von Franz Schubert und brachte sie am 17. Dezember 1865 im großen Redoutensaal der Wiener Hofburg zur Uraufführung. Er war eine wichtige Persönlichkeit in der Wiener Musikgeschichte, der zahlreiche Kontakte zu anderen Musikern pflegte. So wurde er beispielsweise ein Förderer Anton Bruckners, zu dem er seine berühmte Aussagen machte: „Er hätte uns prüfen sollen“ und „Wenn ich den zehnten Teil von dem wüsste, was der weiß, wäre ich glücklich!“. Obwohl Herbeck vor allem Dirigent war, komponierte er auch. Zu seinen Werken zählen unter anderem mehrere Symphonien, darunter eine für Orgel und Orchester. Sein umfangreichstes kirchenmusikalisches Werk ist die Große Messe e-Moll für Chor, Orgel und Orchester (1866).
Herbeck starb im Alter von 45 Jahren. Er ist in einem Ehrengrab auf dem Wiener Zentralfriedhof (Gruppe 32 A, Nummer 32) bestattet. Nach ihm wurde 1894 die Herbeckstraße im 18. Wiener Gemeindebezirk benannt. Zur Erinnerung an sein Ehren-Mitglied ließ der Männer-Gesangsverein Klagenfurt im Jahre 1878 in der Gemeinde Pörtschach am Wörther See im Park der Halbinsel das Denkmal „Herbecks-Ruhe“ errichten.

## Werke
Als Komponist war Herbeck erfolgreich, wenngleich weniger bedeutend denn als Dirigent. Horawitz etwa resümiert: „In allen zeigt sich das feinste Gefühl für den Text des Gedichtes und seine musikalische Behandlung, treffende Instrumentation und ein großes Talent, frische Klangfarben zu finden.“
- Musik zu Faust, Wallensteins Lager, Libussa u. a.
- 4 Symphonien (B-Dur, 1853; C-Dur, 1857; C-Dur, 1861; d-Moll, 1877)
- „Symphonische Variationen“ (1875)
- 3 Streichquartette
- 6 Messen
- 3 Tantum Ergo, Offertorien, 1 Graduale
- „Pueri Concinite“, weihnachtliche Motette für Solo und Knabenchor
- zahlreiche Werke für Männerchor sowie gemischten Chor, darunter „Festgesang zur Enthüllung des Maria-Theresia-Monumentes in Klagenfurt“[4]

## Auszeichnungen
- k. k. gold. Verdienstkreuz mit Krone
- Ritterkreuz d. k. k. Franz-Joseph-Ordens 2. Klasse
- Ritter d. k. k. Ordens der eisernen Krone 3. Klasse
- Ritter d. kais. russ. Stanislaus-Ordens 2. Klasse
- Offizier des kaiserlichen brasilianischen Rosen-Ordens
- Ritter des königlich hannoverschen Ernst-August-Ordens 1. Klasse
- 1874 Erhebung in den erblichen Ritterstand

## Diskografie
- Große Messe e-Moll (Philharmonischer Chor München, Philharmonie Festiva, Gerd Schaller), Profil Hänssler PH 15003
- Die Motette Pueri concinite gehört zum regelmäßigen Repertoire vieler Knabenchöre und ist daher auf zahlreichen Kompilationen (z. B. der Wiener Sängerknaben) enthalten.

## Briefe
- Briefwechsel Clara Schumanns mit Maria und Richard Fellinger, Anna Franz geb. Wittgenstein, Max Kalbeck und anderen Korrespondenten in Österreich, hrsg. von Klaus Martin Kopitz, Anselm Eber und Thomas Synofzik (= Schumann-Briefedition, Serie II, Band 4), Köln 2020, S. 561–579